# Plagiogramma incas
Plagiogramma incas är en skalbaggsart som först beskrevs av Sylvain Auguste de Marseul 1854.  Plagiogramma incas ingår i släktet Plagiogramma och familjen stumpbaggar. Inga underarter finns listade i Catalogue of Life.